# Free Spirit (álbum de Bonnie Tyler)
Free Spirit (en español: Espíritu libre) es el undécimo álbum de estudio grabado por la cantante galesa Bonnie Tyler y lanzado en 1995 por East West Records en Europa, y por Atlantic Records en los EE. UU.

## Grabación
Los tres álbumes anteriores de Tyler, Bitterblue (1991), Angel Heart (1992) y Silhouette in Red (1993), fueron lanzados en Europa por Hansa Records. Tyler dejó Hansa Records en 1994 y viajó a Los Ángeles para grabar Free Spirit con East West Records. Dieter Bohlen, productor de Tyler bajo Hansa Records, se despidió muy personal, describiendo Free Spirit como «uno de los fracasos más caros de la historia del EastWest».

## Lanzamiento y promoción
Tyler primero lanzó el álbum en Europa a través de East West Records y en los EE. UU. a través de Atlantic Records. Grabó la canción Alan Parsons Project «Limelight», que fue utilizada como la canción oficial de los Juegos Olímpicos en 1996. La canción apareció en el relanzamiento de Free Spirit en marzo de 1996.
El Free Spirit Tour comenzó el 1 de abril de 1996, donde Tyler realizó 22 conciertos en Alemania.

## Lista de canciones
| Free Spirit — Edición estándar |                                     |                                     |                                 |          |  |
| N.º                            | Título                              | Escritor(es)                        | Producer(s)                     | Duración |  |
| 1.                             | «Nothing to Do with Love»           | Frankie Miller, Jerry Lynn Williams | Humberto Gatica, Simon Franglen | 4:53     |  |
| 2.                             | «You're the One»                    | Klaus Meine, Rudolf Schenker        | Gatica, Franglen                | 3:59     |  |
| 3.                             | «Making Love out of Nothing at All» | Jim Steinman                        | Steinman, Steven Rinkoff        | 7:47     |  |
| 4.                             | «Given It All»                      | Andy Hill, Alan Darby               | Hill                            | 5:44     |  |
| 5.                             | «What You Got»                      | Williams                            | Christopher Neil                | 5:32     |  |
| 6.                             | «Bridge over Troubled Water»        | Paul Simon                          | David Foster                    | 4:59     |  |
| 7.                             | «Time Mends a Broken Heart»         | Jeff Lynne, Kiki Dee                | Neil                            | 3:30     |  |
| 8.                             | «Driving Me Wild»                   | Stuart Emerson                      | Emerson                         | 5:12     |  |
| 9.                             | «Sexual Device»                     | Emerson                             | Emerson                         | 4:10     |  |
| 10.                            | «Make It Right Tonight»             | Hill                                | Hill                            | 5:43     |  |
| 11.                            | «All Night to Know You»             | Emerson                             | Emerson                         | 5:40     |  |
| 12.                            | «Forget Her»                        | Paul Millns                         | Neil                            | 4:13     |  |
| 13.                            | «Two Out of Three Ain't Bad»        | Steinman                            | Steinman, Rinkoff               | 8:40     |  |
| 14.                            | «Sexual Device» (Vari Mix)          | Emerson                             | Emerson                         | 5:00     |  |

| Free Spirit — Relanzamiento |                                     |                                     |                                 |          |  |
| N.º                         | Título                              | Escritor(es)                        | Producer(s)                     | Duración |  |
| 1.                          | «Limelight» (Overture Mix)          | Alan Parsons, Eric Woolfson         | Stephen Power                   | 5:12     |  |
| 2.                          | «Nothing to Do with Love»           | Frankie Miller, Jerry Lynn Williams | Humberto Gatica, Simon Franglen | 4:53     |  |
| 3.                          | «You're the One»                    | Klaus Meine, Rudolf Schenker        | Gatica, Franglen                | 3:59     |  |
| 4.                          | «Making Love out of Nothing at All» | Jim Steinman                        | Steinman, Steven Rinkoff        | 7:47     |  |
| 5.                          | «Given It All»                      | Andy Hill, Alan Darby               | Hill                            | 5:44     |  |
| 6.                          | «What You Got»                      | Williams                            | Christopher Neil                | 5:32     |  |
| 7.                          | «Bridge over Troubled Water»        | Paul Simon                          | David Foster                    | 4:59     |  |
| 8.                          | «Time Mends a Broken Heart»         | Jeff Lynne, Kiki Dee                | Neil                            | 3:30     |  |
| 9.                          | «Driving Me Wild»                   | Stuart Emerson                      | Emerson                         | 5:12     |  |
| 10.                         | «Sexual Device»                     | Emerson                             | Emerson                         | 4:10     |  |
| 11.                         | «Make It Right Tonight»             | Hill                                | Hill                            | 5:43     |  |
| 12.                         | «All Night to Know You»             | Emerson                             | Emerson                         | 5:40     |  |
| 13.                         | «Forget Her»                        | Paul Millns                         | Neil                            | 4:13     |  |
| 14.                         | «Two Out of Three Ain't Bad»        | Steinman                            | Steinman, Rinkoff               | 8:40     |  |

## Posicionamiento en las listas
| País                        | Mejor posición |
| --------------------------- | -------------- |
| Noruega (VG-lista)          | 22             |
| Suiza (Schweizer Hitparade) | 39             |
| Austria (Ö3 Austria)        | 43             |

## Créditos de producción
Hubo numerosos productores que participan en el álbum Free Spirit, así como un gran equipo de producción. Los involucrados en la producción aparecen a continuación:

### Productores
Los números de las canciones sobre la base de número ordinario:
- Humberto Gatica and Simon Franglen (1, 2)
- Jim Steinman and Steven Rinkoff (3, 13)
- Andy Hill (4, 11)
- Christopher Neil (5, 12)
- Jeff Lynne (7)
- David Foster (6)
- Stuart Emerson (8, 9, 11, 14)

Además, Charles Vasoll sirvió como asistente de producción para el álbum.

### Otros créditos
- Ingenieros - Doug Cook, Felipe Elgueta, Stuart Emerson, Simon Franglen, Humberto Gatica, Dan Gellert, Daniel Priest, Steve Rinkoff, Brian Tench
- Asistente de ingenieros - Scott Austin, Tony Black, Osie Bowe, James Saez, Robbes Stieglitz
- Arreglistas - Jeff Bova, David Foster, Stuart Emerson, Simon Franglen, Andy Hill, Christopher Neil, Jim Steinman
- Mezclas - Doug Cook, Stuart Emerson, Humberto Gatica, Tony Phillips
- Mastering - Ted Jensen
- Coordinación de producción - Don Ketteler
- Arreglos de cuerda - Steve Pigott
- Programación de teclado - Jeff Bova, Steve Pigott
- Programación de batería - Jimmy Bralower
- Programación de Synclavier - Simon Franglen
- Teclados - Jeff Bova, Stuart Emerson, David Foster, Andy Hill, Steve Pigott
- Batería - Graham Broad, Stuart Emerson, Gary Wallis
- Piano - Simon Brooks
- Piano eléctrico - Paul Millns
- Guitarra - Dave "Clem" Clempson, Alan Darby, Stuart Emerson, Andy Hill, Eddie Martinez, Michael Thompson, Jeff Lynne
- Guitarra bajo - Stuart Emerson
- Bajo - Andy Hill, Chucho Merchán
- Percusión - Gary Wallis
- Coros - Tawatha Agee, Glen Burtnik, Alan Carvell, Robin Clark, Lorraine Crosby, Stuart Emerson, Curtis King, Gene Miller, David Morgan, Miriam Stockley, Kasim Sulton, Chris Thompson (English musician)|Chris Thompson, Fonzi Thornton, Eric Troyer, Yvonne Williams